# Hraboš polní
Hraboš polní (Microtus arvalis) je jeden z nejhojnějších hlodavců v České republice.

## Vzhled
- Velikost je přibližně mezi 8 až 12 centimetrů, ocas je dlouhý až 3 centimetry; samec bývá větší než samice a dosahuje váhy až 50 gramů.
- Od myši se liší hlavně krátkým ocasem, robustnější stavbou těla a zaobleným čenichem.
- Hraboš má malé a poměrně skryté ušní boltce.
- Srst zbarvena od hnědé až po šedou, břišní strana bývá světlejší.

## Rozšíření
Vyskytuje se v kontinentální Evropě kromě Skandinávie, v Rusku a na Blízkém Východě, je to typický obyvatel travnatých stepí, luk a polí. Je to původně nížinný druh, ale proniká už i vysoko do hor..

## Život
Hraboš žije v norách v hloubce 30–50 cm, které tvoří složitý komplex. Většinou se nevyskytuje sám, ale ve větší kolonii. Je býložravec, živí se hlavně zelenými částmi rostlin a kůrou mladých stromků.
Samice vyvádí mláďata (2 až 12) třikrát až sedmkrát ročně po zhruba dvacetidenní březosti a stejnou dobu je i kojí. Pohlavní dospělosti dosahují mláďata záhy. Samice může být pohlavně dospělá již v 13. dni života, to znamená v době, kdy ji matka ještě kojí. Samice tudíž mohou mít mláďata již asi ve 35 dnech věku. Hraboši se v pravidelných intervalech přemnožují a často způsobují škody zahrádkářům i zemědělcům.
Hraboš polní se dožívá věku kolem dvou let.

### Přítomnost hraboše
Přítomnost hraboše se dobře pozná na jaře. Když sejde sníh, vykreslí hraboší chodbičky rozvětvenou síť.

### Predace
Hraboš je poměrně snadnou kořistí malých šelem a dravých ptáků. Je hlavní potravou lasičky, lišky, kočky, káně, poštolky a sovy. Převážně hraboši se živí také čápi. Loví je kuna skalní a množství hrabošů zahubí také rackové a jiní ptáci.